# Cojasca
Cojasca é uma comuna romena localizada no distrito de Dâmboviţa, na região de Muntênia. A comuna possui uma área de 22.59 km² e sua população era de 7374 habitantes segundo o censo de 2007.